# 范·莫里森
乔治·伊万·“范”·莫里森爵士，OBE（英語：Sir George Ivan "Van" Morrison，1945年8月31日—）是一位北爱尔兰唱作人和乐手。1960年代中期，他作为他们乐队的主唱成名。1967年，他在制作人伯特·伯恩斯的指引下单飞，发行了热门单曲。随后，莫里森录制了一系列受到乐评界赞誉的专辑，包括（1968）、（1970）和现场专辑（1974）。他获得过6项葛莱美奖，和全英音樂獎杰出贡献奖。1993年，莫里森被选入摇滚名人堂，并成为了第一位没有出席典礼的获选者。他还进入了作曲者名人堂。1996年，莫里森因其对音乐的贡献被授予了OBE勳銜，同年被法国政府授予了法蘭西藝術與文學勳章，他於2015年進一步獲頒授爵士勳銜。